# 別冊文藝春秋
『別冊文藝春秋』（べっさつぶんげいしゅんじゅう、英: Bungeishunju extra）は、株式会社文藝春秋が発行している隔月刊の電子小説誌。奇数月8日発売。紙媒体の小説誌として長く展開したが、2015年6月号より電子小説誌『つんどく！』と合体して電子小説誌に移行した。
文藝春秋が発行している小説誌には他に、『オール讀物』『文學界』がある。

## 名称
『別冊文藝春秋』の「冊」の字は、紙媒体の小説誌として刊行されていた際は異体字「册」が用いられていたが、電子小説誌移行後は「冊」の字が用いられている。

## 沿革と概要
1946年（昭和21年）2月、同社発行の月刊誌『文藝春秋』の臨時増刊として刊行が開始される。同年12月に創刊された。創刊当時の社名は文藝春秋新社で、1966年3月に現社名となっている。創刊以降は季刊であったが、2002年1月に隔月刊化された。並列タイトル"Bungeishunju extra"が、2002年1月から表示されていたが、2013年5月からはなくなっている。判型はA5。雑誌コードは、07705。
2013年4月26日、別册文藝春秋電子増刊『つんどく！』が創刊される。文藝春秋では初の電子小説誌となる。誌名の由来は、スマートフォンやタブレット、電子書籍端末を指で「つんつん」して読むことからとされる。『別册文藝春秋』2015年3月号にて紙媒体での発行は終了し、2015年6月号より『つんどく！』と合体して電子版に完全移行した。これに伴い、発売日がそれまでの偶数月8日から、奇数月8日に変更された。
ミステリーやSF、時代小説など様々なジャンルの大衆小説を収録しており、月刊誌の『オール讀物』が読み切り小説が中心であるのに対し、本誌は連載小説の発表の場となっている。元編集長である豊田健次により「文藝春秋が直木賞をとらせたい作家のための媒体として確立」しており、実際に本誌連載の後に単行本化されて直木賞に輝くケースが多い。

## 本誌掲載を経て直木賞を受賞した作品
- 城山三郎『総会屋錦城』（第40回直木賞）
- 水上勉『雁の寺』（第45回直木賞）
- 立原正秋『白い罌粟』（第55回直木賞）
- 五木寛之『蒼ざめた馬を見よ』（第56回直木賞）
- 野坂昭如『アメリカひじき』（第58回直木賞）
- 三好徹『聖少女』（第58回直木賞）
- 陳舜臣『青玉獅子香炉』（第60回直木賞）
- 渡辺淳一『光と影』（第63回直木賞）
- 井上ひさし『手鎖心中』（第67回直木賞）
- 色川武大『離婚』（第79回直木賞）
- 中村彰彦『二つの山河』（第111回直木賞）
- 藤田宜永『愛の領分』（第125回直木賞）
- 村山由佳『星々の舟』（第129回直木賞）
- 熊谷達也『邂逅の森』（第131回直木賞）
- 角田光代『対岸の彼女』（第132回直木賞）
- 三浦しをん『まほろ駅前多田便利軒』（第135回直木賞）
- 森絵都『風に舞いあがるビニールシート』（第135回直木賞）
- 桜庭一樹『私の男』（第138回直木賞）
- 中島京子『小さいおうち』（第143回直木賞）
- 道尾秀介『月と蟹』（第144回直木賞）
- 島本理生『ファーストラヴ』（第159回直木賞）